# Fernanda Tavares

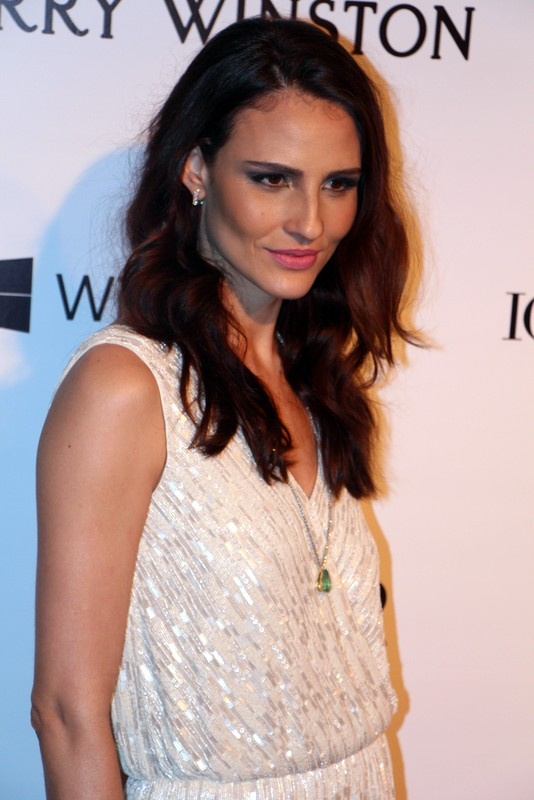
Fernanda Tavares 2015.

Fernanda Tavares, född 22 september 1980 i Natal i Rio Grande do Norte, är en brasiliansk fotomodell. 
Hon vann modelltävlingen "Elite Look of the Year" när hon var tretton år gammal. Vid sjutton års ålder medverkade hon på omslagen för magasin som Vogue Paris , L'Officiel Paris och amerikanska Marie Claire.  Efter att hon skrev kontrakt med Marilyn Modeling Agency i både New York och Paris fick hon senare vara med på omslagen för magasin som ELLE, Cosmopolitan, Allure, och även Sports Illustrated Swimsuit Issue.
Sedan 1998 har Tavares gjort modevisningar för designers som Chanel,  Emanuel Ungaro, Versace, Blumarine, Chloé, Christian Lacroix, Prada, Salvatore Ferragamo, Valentino, John Galliano, Sonia Rykiel, Yohji Yamamoto, Hervé Léger, Missoni och Gap. År 2000 skrev hon ett kontrakt på 1,3 miljoner dollar med parfymmärket Guerlain för att medverka i deras TV-reklamer. Hon har även varit en av "änglarna" i Victoria's Secret fashion show.